# Trà Vinh
Trà Vinh wymowaⓘ – miasto w południowym Wietnamie, stolica prowincji Trà Vinh. W 2008 roku ludność miasta wynosiła 58 480 mieszkańców.